# 北方警察署
北方警察署（きたがたけいさつしょ）は、岐阜県警察が管轄する警察署の一つである。
署内には能郷白山山岳警備隊が組織され、福井県警察と協力している。
また、管内南部の瑞穂市に機動捜査隊、自動車警ら隊、交通機動隊と、警察本部直属の「執行隊」がある。

## 所在地
- 岐阜県本巣郡北方町北方3219番地27

## 管轄区域
- 本巣郡
  - 北方町
- 本巣市
- 瑞穂市

## 沿革
- 1891年（明治24年）10月28日 - 濃尾地震が発生。署の前の道路に大きな地割れ、陥没が発生するなど被害多数[1]。
- 1902年（明治35年）4月15日 - 本巣郡北方町字大門の新築された庁舎に移転する[2]。
- 1976年（昭和51年）頃 - 本巣郡北方町北方73番地の1(現在の北方町立北方東保育園敷地)より、現在地に移転する。

## 組織
- 会計課 - 会計係
- 警務課 - 警務係、相談係、留置管理係
- 生活安全課 - 生活安全総務係、生活安全捜査係
- 地域課 - 地域係、通信指令係、機動警ら係
- 刑事課 - 捜査庶務係、強行犯係、盗犯係、鑑識係、知能・組織犯罪・国際捜査係
- 交通課 - 交通総務係、交通指導係、交通捜査係
- 警備課 - 警備係

## 交番
（ ）の中は所在地。

### 北方町
- 署所在地交番（本巣郡北方町北方3219番地27 北方警察署内）

### 瑞穂市
- 穂積交番（瑞穂市別府1124-1）
- 巣南交番（瑞穂市古橋13）

### 本巣市
- 真正交番（本巣市軽海494-1）
- 本巣交番（本巣市長屋149-5）

## 警察官駐在所
（ ）の中は所在地。

### 本巣市
- 根尾警察官駐在所（本巣市根尾神所355-2）

## 交通

### 交通機関
- 樽見鉄道北方真桑駅より徒歩約5分

### 自動車
- 国道157号北畑交差点

## 周辺
- 岐阜第一高等学校
- 岐阜県立本巣松陽高等学校（旧岐阜県立本巣高等学校）
- 岐阜工業高等専門学校
- 円鏡寺
- アピタ北方店